# Conrad Dasypodius
Conrad Dasypodius (Frauenfeld, 26 aprile 1532 – Strasburgo, 1600) è stato un matematico e astronomo svizzero. 
Il suo nome proprio è stato reso anche come Konrad, Conradus o Cunradus e il suo cognome è alternativamente riportato come Rauchfuss, Rauchfuß o Hasenfratz.
Fu professore di matematica a Strasburgo in Alsazia.

## Biografia

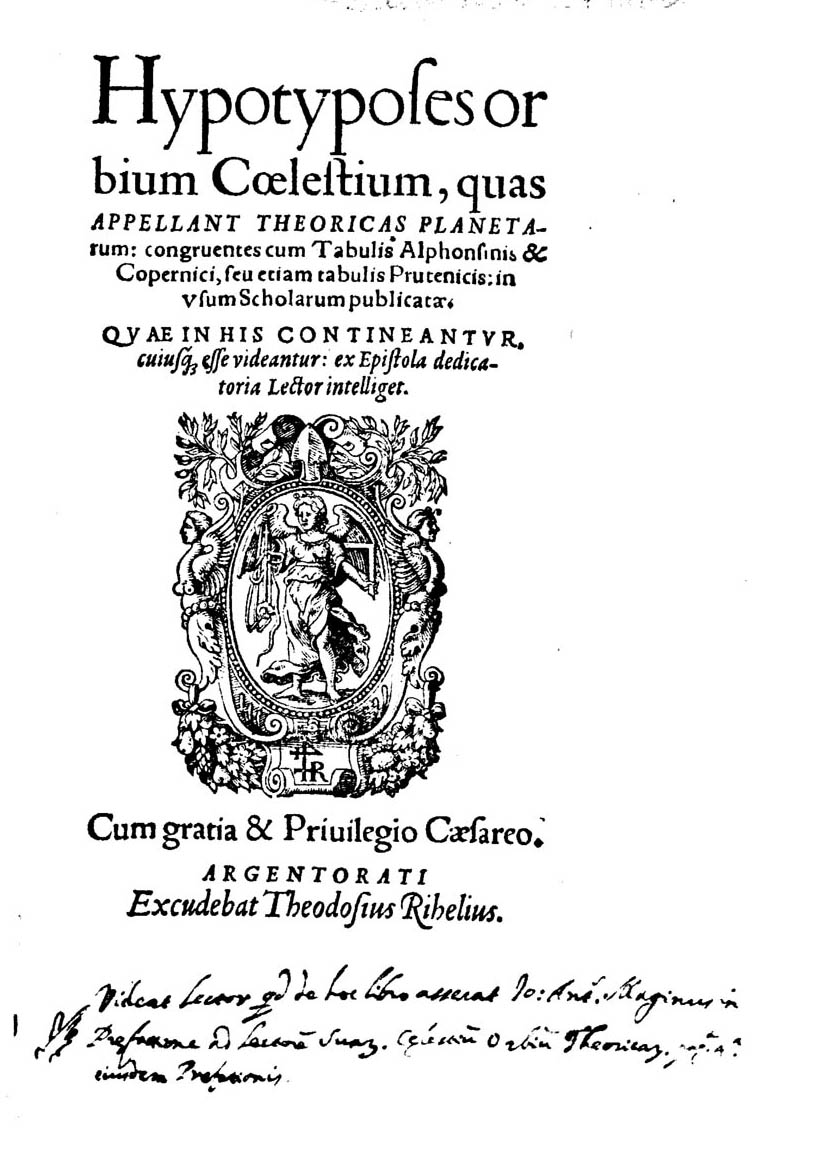
Hypotyposes orbium coelestium, 1568

Nato nel 1532 a Frauenfeld, nel Canton Turgovia in Svizzera, era figlio di Petrus Dasypodius (Peter Hasenfuss o Peter Hasenfratz, 1490–1559), un umanista e lessicografo.
Nel 1564 Dasypodius curò varie parti dell'edizione degli Elementi di Euclide. Nella prefazione afferma che per 26 anni era tra le regole della sua scuola che chiunque fosse promosso dalle classi di pubblica lettura studiasse il primo libro degli Elementi, ma non c'erano più copie e quindi egli intraprese una nuova edizione in modo da mantenere una buona e fruttuosa norma della sua scuola.
Nel 1568 Dasypodius pubblicò un'opera sulla teoria eliocentrica di Niccolò Copernico, Hypotyposes orbium coelestium congruentes cum tabulis Alfonsinis et Copernici seu etiam tabulis Prutenicis editae a Cunrado Dasypodio. Non è chiaro se Dasypodius fosse egli stesso un eliocentrista o seguisse piuttosto l'"interpretazione di Wittenberg".
Dasypodius progettò un orologio astronomico per la cattedrale di Strasburgo; l'orologio venne costruito tra il 1572 e il 1574 da Isaac Habrecht e Josia Habrecht. Il monumentale orologio rappresentava la sintesi dei più avanzati studi scientifici dell'epoca nei campi dell'astronomia, matematica e fisica. Il meccanismo rimase nella cattedrale fino al 1842, quando fu sostituito da un orologio costruito da Jean Baptiste Schwilgué.
Dasypodius tradusse scritti di Erone di Alessandria dal greco al latino: una fonte afferma che si trattava dell'Automata di Erone, ma più probabilmente si trattava del Mechanica.
Dasypodius morì Strasburgo nel 1600.

## Opere
- Euclidis Catoptrica, 1557 link 1, link 2
- Euclidis quindecim elementorum geometriae secundum, 1564 link
- Propositiones reliquorum librorum geometriae Euclidis, 1564 link 1, link 2
- (avec Christoph Herlin) Analysis geometriæ sex librórum Euclidis (1566), impr. J. Richelius, Strasbourg, link
- (LA) Kaspar Peucer, Hypotyposes orbium coelestium, Argentorati, Theodosius Rihel, 1568. URL consultato il 18 giugno 2015. link
- Eukleidu Stoicheiōn to Prōton, 1570 link
- Mathematicum, complectens praecepta, 1570 link
- Eukleidu Protaseis, 1570 link
- Euclidis elementorum liber primus, 1571 link
- Sphæricæ doctrinæ propositiones Græcæ et latinæ : Theodosi de sphæra libri III, De habitationibus liber, de Diebus et noctibus libri II. Autolici de sphæra mobili liber. De ortu et occasu stellarum libri II... (1572), impr. Christian Mylius, Strasbourg link
- Lexicon seu dictionarium mathematicum (1573)  (8 vol. 4).
- Kalender oder Laaßbüchlein sampt der Schreibtafel, Mässen vnd Jarmärckren [!] auff das M.D.LXXIIII. Jar, 1573
- Wahrhafftige Außlegung des astronomischen Uhrwerks zu Straßburg, 1578 link
- Brevis doctrina de cometis & cometarum effectibus, 1578 link
- In Cl. Ptolemaei de astrorum iudiciis, 1578 link 1 link 2
- Lexicon mathematicum, 1579 link
- Isaaci Monachi Scholia In Evclidis Elementorvm Geometriae, 1579 link
- Oratio Cunradi Dasypodii de disciplinis mathematicis... (1579), impr. Nicolaus Wyriot, Strasbourg  (1 vol. in-8°)
- Wahrhafftige Außlegung und Beschreybung des astronomischen Uhrwerks zu Straßburg, 1580 link Archiviato il 26 febbraio 2016 in Internet Archive.
- Heron mechanicus, (1580). link
- Protheoria Mathematica, 1593 link
- Institvtionvm Mathematicarvm Volvminis Primi, 1593 link
- Institvtionvm Mathematicarvm Volvminis Primi Appendix, 1596 link